# U 29 (Kriegsmarine)
De U 29 was een VII A-klasse U-boot van de Duitse Kriegsmarine tijdens de Tweede Wereldoorlog. De U 29 stond in september 1939 onder bevel van luitenant-ter-zee Otto Schuhart.

## Geschiedenis

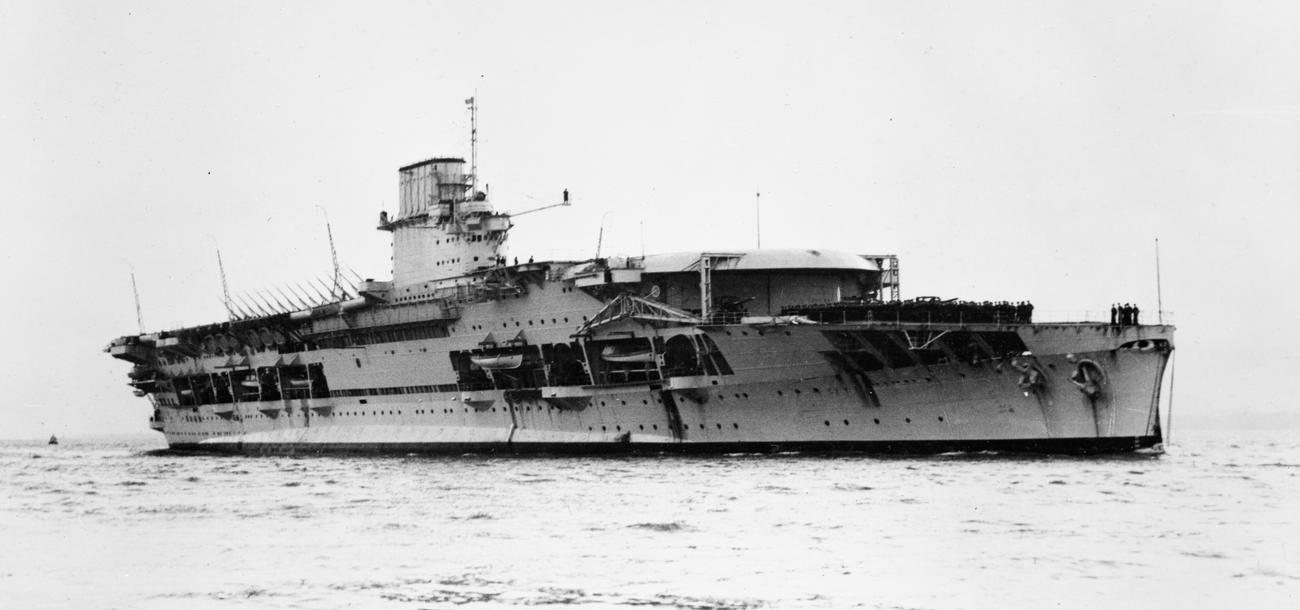
HMS Courage

Op 17 september 1939 patrouilleerde de U 29 op de scheepvaartroutes ten westen van Het Kanaal. Hij kreeg een passagiersschipvan naar schatting 10.000 ton in zicht . Omdat het schip een luchtescorte had werd het als wettig doel beschouwd. Voor de U- 9 in schietpositie kwam draaide het schip weg en ging een andere koers volgen. De U 29 bleef onder water en zag uit een andere richting het vliegkampschip HMS Courageous naderen, begeleid door escorteschepen.
Het duurde twee uur voor het vliegdekschip binnen schootafstand kwam. Schuhart had geluk want het Britse vliegdekschip draaide zijn volle flank naar hem toe toen de Couregeous in de wind draaide om vliegtuigen te laten opstijgen. Onmiddellijk reageerde de U-bootcommant en lanceerde drie torpedo's en dook weg naar 80 meter diepte. Op weg naar beneden werden twee explosies gehoord en even later nog een derde. Het Britse vliegdekschip HMS Courageous was aan bakboord getroffen en zonk. Daarbij kwamen de commandant en 518 bemanningsleden om het leven. De torpedobootjagers begonnen onmiddellijk de onderzeeër te bestoken met dieptebommen, maar de U 29 liep geen schade op.
Het was Duitslands eerste grote overwinning op de Royal Navy. 

## Commandanten
- 16 Nov, 1936 - 31 Okt, 1938: Fregatkpt. Heinz Fischer
- 1 Nov, 1938 - 3 Apr, 1939: Korvetkpt. Georg-Heinz Michel
- 4 Apr, 1939 - 2 Jan, 1941: Kptlt. Otto Schuhart (Ridderkruis)
- 3 Jan, 1941 - 14 Sep, 1941: Oblt.(( Georg Lassen (Ridderkruis )
- 15 Sep, 1941 - 5 Mei, 1942: Kptlt. Heinrich Hasenschar
- 6 Mei, 1942 - 30 Jun, 1942: Oblt. Karl-Heinz Marbach (Ridderkruis)
- 15 Nov, 1942 - 20 Aug, 1943: Oblt. Rudolf Zorn
- 21 Aug, 1943 - 2 Nov, 1943: Oblt. Eduard Aust
- 3 Nov, 1943 - 17 Apr, 1944: Oblt. Graf Ulrich-Philipp von und zu Arco-Zinneberg